# Sistema de gerenciamento de transporte
Sistema de Gerenciamento de Transporte (em inglês: Transportation Management System, sigla TMS) ou Sistema de Gestão de Transporte e Logística, é um software para melhoria da qualidade e produtividade de todo o processo de distribuição. Este sistema permite controlar toda a operação e gestão de transportes de forma integrada. O sistema é desenvolvido em módulos que podem ser adquiridos pelo cliente, consoante às suas necessidades. Este sistema controla os processos de um transportador, operador logístico, ou de um embarcador (contratante de transportes), abrangendo as áreas comerciais, operacionais, sac, seguros, faturamento, financeira e logística. Um TMS visa ser integrado com um sistema de ERP, desta forma ao emitir um CT-e ou NFS-e, por exemplo, a integração financeira, fiscal e contábil ocorrerá automaticamente.
O sistema tem como finalidade identificar e controlar os custos inerentes a cada operação, sendo importante identificar e medir os custos de cada elemento existente na cadeia de transporte, a qual envolve não só o veículo em si, mas também a gestão dos recursos humanos e materiais, o controle das cargas, os custos de manutenção da frota e índices de discrepâncias nas entregas, bem como as diversas tabelas de fretes existentes (peso, valor, volume) apresentando o modelo que melhor se ajusta.

## Algumas funcionalidades de um TMS
- Manutenção
- Suprimentos
- Controle de fretes de terceiros
- Operação
- Faturamento do transporte
- Custos
- Controle de Manutenção de Frota
- Controle de Estoque
- Planejamento
- Rastreamento
- Expedição
- Auditoria de Frete
- Análise de Rentabilidade

Veja aqui um exemplo das funcionalidades de um TMS completo.

## Vantagens de um TMS
Um TMS permite obter o custo mínimo de operação, pois permite visualizar e controlar todos os custos inerentes à gestão de transporte, controlar a qualidade dos serviços realizados interna e externamente ou por terceiros e estabelecer metas de qualidade conforme as necessidades. Também aumenta a disponibilidade da frota, prevendo possíveis problemas que possam ocorrer nas partes mecânica e eléctrica do veículo e informações detalhadas e de fácil acesso que permitem uma rápida tomada de decisão.
Para se ter uma ideia da importância da aplicação do TMS dentro de uma empresa é preciso saber quanto representa o custo do transporte. Numa indústria, o custo do transporte é, em geral, o segundo maior, ficando apenas atrás do custo de produção. Os encargos com o transporte variam entre 1/3 e 2/3 do total dos custos logísticos que englobam abastecimento, movimentação, armazenagem e distribuição.
MARQUES (2002) afirma que a gestão de transportes é parte essencial de um sistema logístico. É a atividade responsável pelos fluxos de matéria-prima e produto acabado entre todos os elos da cadeia logística. Utiliza grande número de ativos, que se encontram dispersos geograficamente, o que torna a gestão de transportes ainda mais complexa. A alta complexidade gerencial, intensa utilização de ativos e a gestão sob um grande fluxo físico de produtos torna o transporte a maior conta individual de custos logísticos, que varia entre 1/3 (um terço) e 2/3 (dois terços) do total dos custos logísticos das empresas. Desta forma, um bom gerenciamento de transportes pode garantir melhores margens para a empresa, através de reduções de custos e/ou uso mais racional dos ativos, e um bom nível de serviço para os clientes, através do aumento da disponibilidade de produtos, reduções nos tempos de entrega, entre outros benefícios.
Na gestão de transportes existem decisões a serem tomadas em três níveis na qual podemos citar nível operacional, nível tático e nível estratégico. O TMS visa auxiliar no planejamento, execução, monitoramento e controle das atividades relativas a consolidação de carga, expedição, emissão de documentos, entregas e coletas de produtos, rastreabilidade da frota e de produtos, auditoria de fretes, apoio à negociação, planejamento de rotas e modais, monitoramento de custos e nível de serviço, e planejamento e execução de manutenção da frota.

## Conclusão
Um TMS é uma solução para três grandes grupos de empresas:
- Fabricantes;
- Distribuidores;
- Empresas de e-commerce e comércio varejista;
- Empresas de serviços de logística.[9]

O custo de um TMS varia de acordo com as necessidades da empresa e a sua área de actuação, já que os módulos são independentes. É interessante lembrar que se pode encontrar uma variedade de soluções no mercado, sendo necessário avaliar a real necessidade de determinados recursos disponíveis nos programas de TMS. Um TMS é uma solução que, se for bem implementada, proporciona economia e maior controle dos recursos materiais, humanos e monetários na gestão do transporte, reduzindo, assim, os custos logísticos relacionados com o transporte, o qual representa uma parcela significativa de custos dentro da cadeia logística. É conveniente entender que o TMS pode (e deve) ser integrado a ERP, CRM e outros módulos que otimizam o processo empresarial. O TMS também pode ser utilizado por embarcadores para fins de auditoria de frete dos transportes contratados e ainda para a apuração da performance das entregas, e além disso é muito comum os sistemas TMS para embarcadores realizarem auditorias fiscais em seus processos, coibindo atuações físcais, diminuindo os custos com a gestão de fretes.